# 本多政長 (加賀本多家)

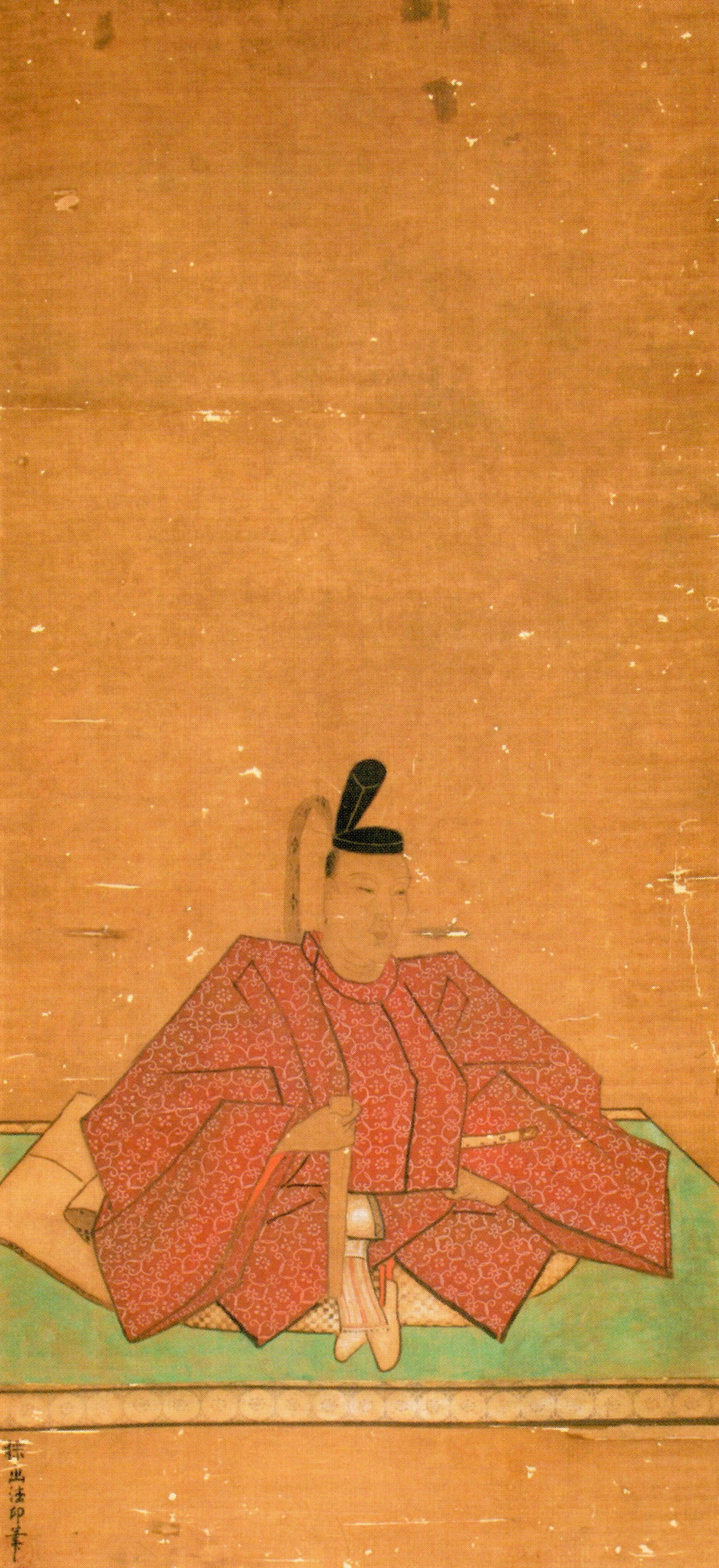
本多政長画像 加賀本多博物館蔵 狩野探幽筆

本多 政長 （ほんだ まさなが、寛永8年8月21日（1631年9月17日） - 宝永5年8月9日（1708年9月14日）） は、加賀藩の家老、加賀八家本多家第2代当主。父は加賀藩家老本多政重。母は西洞院時直の娘。正室は前田利常の娘・春姫。子は本多政敏、本多政孝、本多政則、本多政冬、本多政広、本多政寛、八幡新善法寺行清。幼名長松。通称左馬助、安房。号素立軒。官位は従五位下安房守。

## 生涯
本多政重の四男として生まれる。兄たちが早世、あるいは他家の養子となったために嫡男となる。正保3年（1646年）、前田利常の娘・春姫と結婚する。正保4年（1647年）、父の隠居により家督相続する。ところが、慶安元年（1648年）になって政重の重臣であった本多兵庫が突如藩から切腹を命じられた。これは前田家による徳川系の本多氏に対する反発とみられる。慶安3年（1650年）正室自性院（春姫）死去。慶安5年（1652年）江戸城で将軍徳川家光に拝謁する。
承応2年（1653年）鷹狩のため、政長が富山に宿泊した際、本多家の中間が富山藩士片岡平右衛門と争い、刀を奪い取り辱める事件が起こる。富山藩主前田利次は、片岡平右衛門に切腹を命じ、政長は中間五人を死罪として利次に謝罪するも、許されなかった。前加賀藩主利常も両者の和解を促すも、利次の怒りは解けなかった。大聖寺藩主前田利治からも助言があり、政長は事態収拾のために、家老藤井雅楽を切腹させ、利次に改めて深く謝罪し、利常からも再三慰謝があったことから和解することとなった。
万治元年（1658年）江戸城修復の課役を務める。同年紀州藩主徳川頼宣に拝謁し、その才を認められ親しく交際した。寛文11年（1671年）菩提寺である大乗寺に月舟宗胡を招いて住持とする。貞享5年（1688年）大年寄（大老）となる。元禄4年（1691年）父政重、横山長知の慶長20年（1615年）叙爵以降途絶えていた、前田家陪臣の叙爵を幕府より許され、従五位下安房守に任官。元禄14年（1701年）隠居して家督を嫡男政敏に譲り、隠居料3000石を賜る。宝永5年（1708年）8月卒。享年78。
次男政孝は幕府の証人となる。15歳で早世。三男政則、四男政冬は家臣となる。五男政寛は、父の隠居料3000石を相続して分家加賀藩人持組となる。六男甚之助は、八幡新善法寺の住職行清権僧正となる。
茶道宗和流2代金森方氏の門人の茶人としても知られ、方氏の父宗和に野々村仁清作の御室焼入手の仲介を受けている。